# Mahram Téhéran
Pour les articles homonymes, voir Mahram (homonymie).
Maillots
Le Mahram Téhéran est un club iranien de basket-ball évoluant au plus haut niveau du championnat iranien. Le club est basé dans la ville de Téhéran.

## Palmarès
Le palmarès du club est le suivant :
- Champion d'Iran (6) 
  - Champion : 2008, 2009, 2010, 2011, 2012, 2015

- Champion d'Asie (2)
  - Vainqueur : 2009, 2010

- Champion d'Asie de l'Ouest (3)
  - Vainqueur : 2009, 2010, 2012

## Effectif actuel
- Samad Nikkhah Bahrami
- Mehdi Kamrani
- Marko Milič
- Francisco Elson

## Entraîneurs successifs
- 2004 - 2005 :  Hassan Negahdari
- 2005 - 2006 :  Mohammad Mehdi Izadpanah
- 2006 - 2007 :  Radenko Orlović
- 2007 - 2010 :  Mostafa Hashemi
- 2010 - 2011 :  Mehran Shahintab
- 2011 - 2012 :  Mostafa Hashemi
- 2012 -  :  Memi Bečirovič

## Joueurs célèbres ou marquants
- Priest Lauderdale
- Nikoloz Tskitishvili
- Hamed Afagh
- Javad Davari
- Hamed Sohrabnejad
- Jackson Vroman
- Nebojša Bogavac
- Pero Cameron
- Cheikh Samb
- Pape Sow
- Óscar Yebra
- Art Long
- Loren Woods